# Mauerstraße 7 (Quedlinburg)

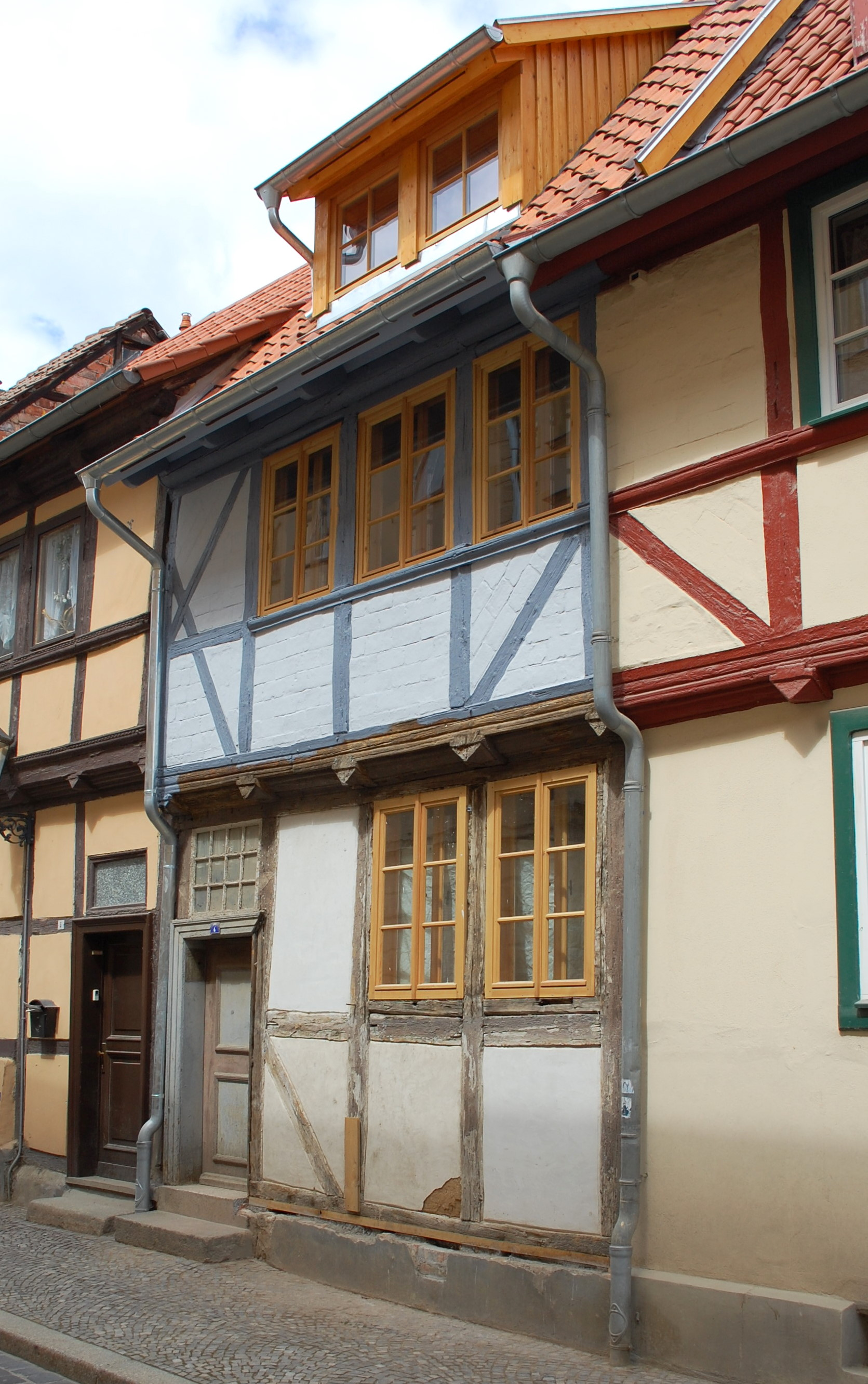
Haus Mauerstraße 7

Das Haus Mauerstraße 7 ist ein denkmalgeschütztes Gebäude in der Stadt Quedlinburg in Sachsen-Anhalt.

## Lage
Es befindet sich im östlichen Teil der historischen Quedlinburger Neustadt. Westlich grenzt das gleichfalls denkmalgeschützte Haus Mauerstraße 5 an.

## Architektur und Geschichte
Das zweigeschossige Fachwerkhaus entstand um 1700. In der Fachwerkfassade findet sich die Fachwerkform des Halben Manns. Darüber hinaus bestehen Fußstreben. Eine seitliche Tür befindet sich in der Westhälfte des Hauses. Sie stammt aus der Zeit um 1800.